# Cork Oest

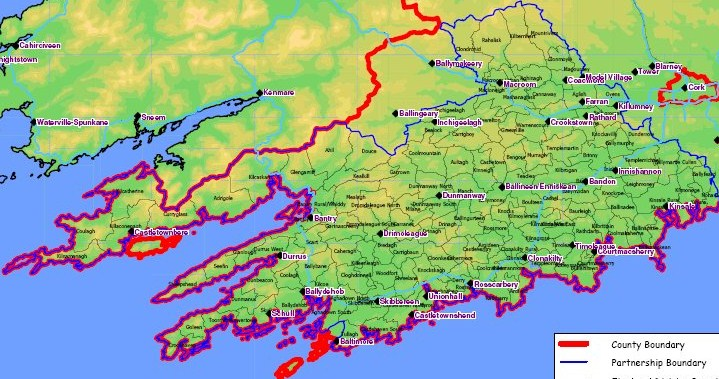
Mapa de Cork Oest

Cork Oest (gaèlic irlandès Iarthar Chorcaí) es refereix a una zona geogràfica al sud-oest de la República d'Irlanda, situada al comtat més gran d'Irlanda, al Comtat de Cork. Tradicionalment és un popular destí turístic, la zona es veu com a diferent de les regions del nord o de l'est més poblades de la província, així com la zona més urbana de Cork Metropolità. Els habitants d'aquesta part molt rural d'Irlanda sovint es descriuen com de Cork Oest. La zona és famosa per la bellesa de les seves penínsules (com les remotes penínsules de Beara, Sheep's Head i Mizen Head), platges populars com Inchydoney, Owenahincha i Barleycove, i viles i pobles pintorescs com Clonakilty, Kinsale i Rosscarbery.
Els senyals de trànsit es poden trobar al voltant de la ciutat de Cork i dirigir el trànsit d'altres llocs cap a "The West", o "West Cork". La ciutat de Bandon que es descriu com l'"entrada a Cork Oest". No obstant això Carrigaline i Macroom també són vistes com a portes d'accés clau per a la regió. L'àrea de Cork Oest no es defineix estrictament, però en la seva definició més àmplia que inclou totes les parts del comtat de Cork al sud i a l'oest del riu Lee, amb excepció de la ciutat de Cork i els suburbis.

## Importància
La zona es caracteritza per haver estat unida pel Ferrocarril de Cork, Bandon i Costa Sud, que sortia de la ciutat de Cork, travessava el comtat, amb ramals a Clonakilty (sortida a Gaggin) i Skibbereen (sortida a Drimoleague), abans d'acabar a Bantry. El tancament del ferrocarril segueix sent un greuge per a molts a la zona. El tren de via estreta de Schull i Skibbereen fou tancat en 1947. Avui en dia la principal columna vertebral d'infraestructura és proporcionada per les carreteres N71 i R586.
Altres ciutats a Cork Oest inclouen Bantry, Dunmanway, Skibbereen, Ballydehob, Castletownbere i Macroom (potser l'àrea més septentrional descrita com a Cork Oest).
Una gran part de la zona es troba dins la diòcesi de Ross tant de l'Església catòlica com de l'Església d'Irlanda. Aquestes diòcesis ja no existeixen per separat, però són part de la gran diòcesi de Cork i Ross (& Cloyne en el cas de l'Església d'Irlanda).